# Hartlaubbülbül
Der Hartlaubbülbül (Chlorocichla simplex, syn.: Pyrrhurus simplex; Trichophorus simplex) ist eine Vogelart aus der Familie der Bülbüls (Pycnonotidae).
Dieser Bülbül ist vielleicht nicht verwandt mit den anderen Chlorocichla-Arten.

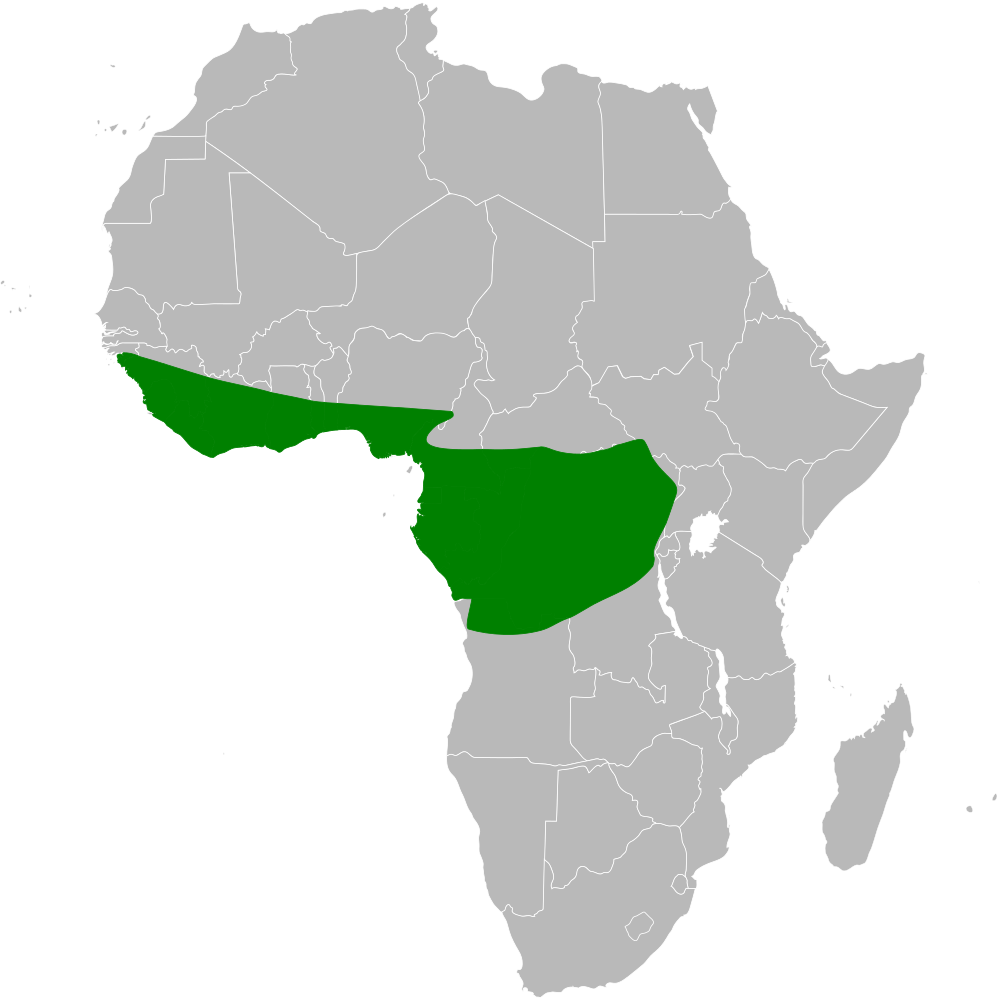
Ausbreitungsgebiet des Hartlaubbülbüls

Der Vogel kommt in Subsahara-Afrika vor in einem breiten Streifen von Guinea-Bissau östlich bis südlichen Südsudan und westliches Uganda, südlich bis nördliches Angola und in die Demokratische Republik Kongo.
Der Lebensraum umfasst Dickicht aller Art, Galeriewald, Waldrand, die Art vermeidet eigentliche Waldgebiete, auch Forststraßen, meist im Tiefland bis 700 m im Semliki-Nationalpark, bis 1500 m in Liberia.
Der Artzusatz kommt von lateinisch simplex, simplicis ‚einfach, schlicht‘.
Dieser Vogel ist ein Standvogel, zumindest in Gabun.

## Merkmale
Die Art ist etwa 21 cm groß, das Männchen wiegt 41–55, das Weibchen 40–49 g, es ist ein großer Bülbül mit charakteristischer weißer Kehle und unterbrochenem weißem Augenring. Die Zügel sind schwärzlich, die Wangen und Ohrdecken undeutlich blasser gestreift und setzen sich gegen den Augenring ab, der über dem Auge breiter ist. Ansonsten ist der Kopf und die ganze Oberseite einschließlich Flügel und Schwanz dunkelbraun, die Schwanz- und Flugfedern haben olivfarbene Ränder. Auf der Unterseite kontrastiert eine sehr weiße Kehle mit der blass graubraunen Brust und den leicht olivbraunen Flanken. Der Bauch ist cremeweiß oder leicht gelblich-braun, die Unterschwanzdecken sind gelbbraun. Die Iris ist dunkelbraun oder rötlich-braun, der Schnabel schwarz, an den Schnabelkanten blasser. Die Beine sind dunkelgrau oder bläulich-grau.
Die Geschlechter unterscheiden sich nicht, das Weibchen ist etwas kleiner, die Augen sind röter. Im Fluge fallen die blass orangefarbenen Unterflügeldecken auf.
Die Art unterscheidet sich von der Unterart A. f. flavigula des Gelbkehlbülbüls (Atimastillas flavicollis) durch den Augenring, die dunklen Augen, die zimtfarbenen Unterschwanzdecken und die Flügelunterseite.
Die Art ist monotypisch.

## Stimme
Der Ruf des Männchens wird als nasales Schnattern von 8–12 Lauten beschrieben, leise beginnend wie „wido, wida-wit-do, wida-kwít-to-kwair“, der Kontaktruf als „kurra-kurra-kurra“, als tiefe, kratzige, schnelle Folge ähnlich dem Gelbfleckbülbül.

## Lebensweise
Die Nahrung besteht hauptsächlich aus Früchten, auch aus Pflanzensamen oder Gliederfüßern, die meist paarweise oder in kleinen Familiengruppen, nur gelegentlich in gemischten Jagdgemeinschaften gesucht werden. Die Art lebt versteckt in dichter Vegetation, wird meist nur gehört. Sie ist ortsständig.
Die Brutzeit liegt zwischen Februar und April in Sierra Leone und Ghana, im Januar und zwischen Juni und September in Nigeria, zusätzlich im März und Dezember in Kamerun, zwischen September und Februar in Gabun und im August und zwischen Oktober und März in der Demokratischen Republik Kongo. Das Nest wird in etwa 1–2 m Höhe in der Gabelung eines dichten Büschels von Sträuchern oder Schösslingen gebaut. Das Gelege besteht aus meist 2 Eiern, die vom Weibchen bebrütet werden.

## Gefährdungssituation
Der Bestand gilt als „nicht gefährdet“ (Least Concern).